# Hybanthus mexicanus
Hybanthus mexicanus là một loài thực vật có hoa trong họ Hoa tím. Loài này được Ging. ex DC. mô tả khoa học đầu tiên năm 1824.